# Yusuf V di Granada
 (in arabo يوسف بن أحمد بن محمد‎?; ... – 1463) è stato il diciottesimo sultano nasride del Sultanato di Granada. Era il nipote di Yūsuf II. Salì al trono dopo aver deposto Muḥammad X al-Aḥnaf. Sei mesi dopo Muḥammad X al-Aḥnaf riuscì a riprendersi il trono, spodestando Yūsuf V.

Yūsuf V riuscì a riprendere il potere e a regnare per qualche mese nel 1462.

## Biografia
Nel 1445 scoppiò una nuova guerra civile nel Sultanato di Granada. La lotta per il potere questa volta vide contrapposti Muḥammad IX al-Aysar contro due suoi nipoti, Yūsuf V e Muḥammad X al-Aḥnaf. Quest'ultimo era il governatore di Almería dal 1432.
Muḥammad X al-Aḥnaf riuscì a prendere il potere a Granada nel gennaio del 1445.

### Primo regno
Nel giugno del 1445, a causa dei complotti della Castiglia e delle varie fazioni granadine, Muḥammad X al-Aḥnaf dovette lasciare il trono a Yūsuf V, che regnò per sei mesi, fino al 1446.

### Interregno
Nel 1446 Yūsuf V venne rovesciato dai suoi stessi ex sostenitori, che rimisero sul trono Muḥammad X al-Aḥnaf.
Nei primi mesi del 1448 Muḥammad IX al-Aysar riuscì a riprendersi il trono, ordinando l'esecuzione di Muḥammad X al-Aḥnaf.

Dopo che Muḥammad IX al-Aysar riuscì a riprendersi il trono nel 1448, regnò fino alla data della sua morte, avvenuta nel 1453, gli succedette al trono Muḥammad XI, che regnò dal 1453 al 1455, salì quindi al trono Saʿd al-Mustaʿīn, che regnò dal 1455 al 1462.

### Secondo regno
Appena salito al trono, il sultano Saʿd al-Mustaʿīn cercò di liberarsi dei membri della potente famiglia dei Banū Sarrāj("Abencerrages"). Nel 1462 fece uccidere due dei più potenti membri della famiglia. Altri esponenti della famiglia fuggirono a Malaga, dando il loro sostegno a Yūsuf V, che riprese il potere.
Nell'estate del 1463, un figlio di Saʿd al-Mustaʿīn, Abū al-Ḥasan ʿAlī, conquistò Granada, costringendo Yūsuf V a fuggire a Íllora con i Banū Sarrāj. Abū al-Ḥasan ʿAlī restituì quindi il trono al padre Saʿd. Yūsuf V morì poco tempo dopo.